# Olefina

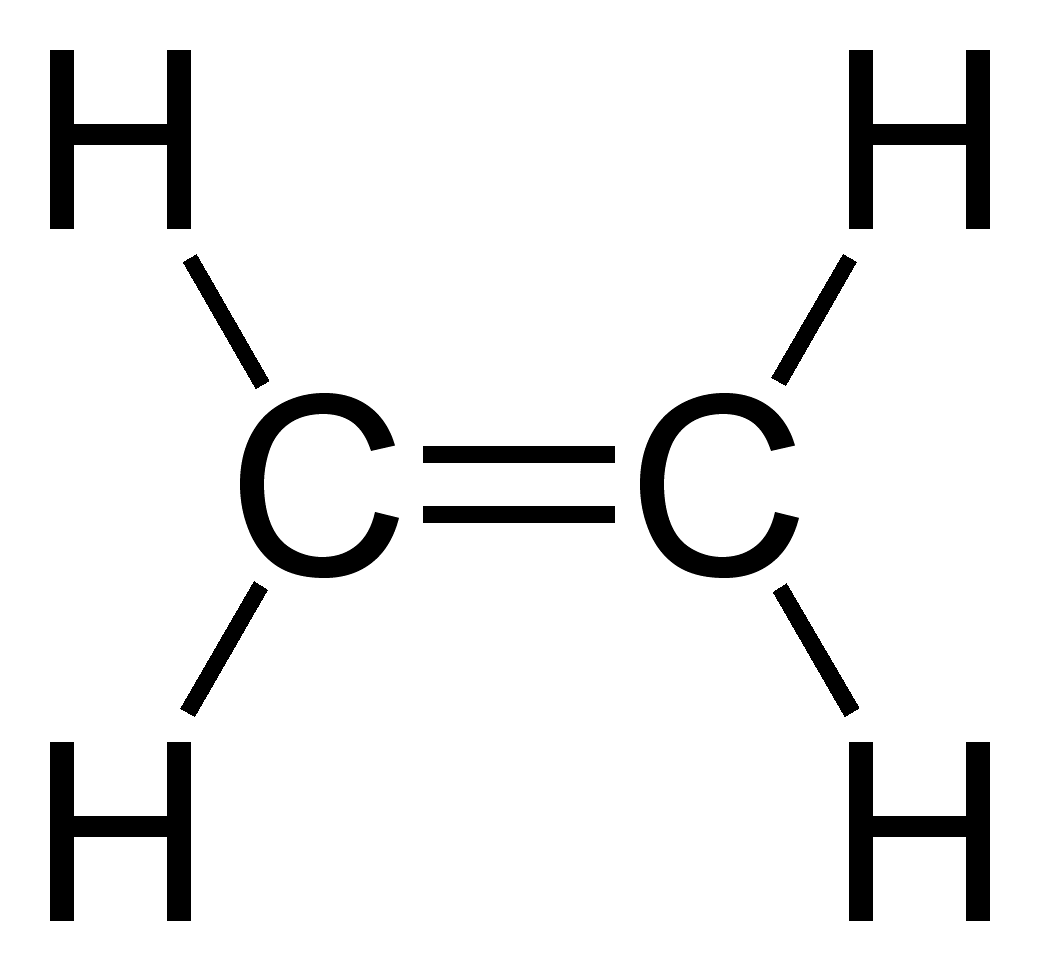
Etilè o etè (segons IUPAC), l'alquè més simple.

Una olefina és un compost químic que presenta com a mínim un doble enllaç Carboni-Carboni. És un terme antiquat que cada vegada s'usa menys. La IUPAC ha internacionalitzat el terme alquè.
Les olefines es fan servir com monòmers en la indústria petroquímica per a obtenir poliolefines, com és el polietilè, format per la polimerització de l'etilè.
El nom d'olefina ve de les propietats que presentaven els primers alquens, l'etilè (etè segons les normes de la IUPAC) principalment, que en reaccionar amb els halogens donaven lloc a compostos líquids, viscosos, transparents i insolubles en aigua. Olefina significa "generador d'olis" (Rosseti).